# Montéléger
Montéléger – miejscowość i gmina we Francji, w regionie Owernia-Rodan-Alpy, w departamencie Drôme.
Według danych na rok 1990 gminę zamieszkiwało 1399 osób, a gęstość zaludnienia wynosiła 148 osób/km² (wśród 2880 gmin regionu Rodan-Alpy Montéléger plasuje się na 603. miejscu pod względem liczby ludności, natomiast pod względem powierzchni na miejscu 1164.).